# 3762 Amaravella
3762 Amaravella eller 1976 QN1 är en asteroid i huvudbältet som upptäcktes den 26 augusti 1976 av den rysk-sovjetiske astronomen Nikolaj Tjernych vid Krims astrofysiska observatorium på Krim. Den har fått sitt namn efter konstnärs gruppen Amaravella.
Asteroiden har en diameter på ungefär 3 kilometer.